# Rhaphuma phiale
Rhaphuma phiale är en skalbaggsart som beskrevs av Charles Joseph Gahan 1906. Rhaphuma phiale ingår i släktet Rhaphuma och familjen långhorningar.
Artens utbredningsområde är Myanmar. Inga underarter finns listade i Catalogue of Life.